# Puchar Zdobywców Pucharów Maghrebu (1969)
Puchar Zdobywców Pucharów Maghrebu (1969) był 1. edycją tych historycznych rozgrywek piłkarskich. W tym pucharze występowały zespoły z północnej Afryki (Maroko, Algieria, Tunezja oraz Libia). Turniej odbywał się w Casablance w Maroku. W rozgrywkach brały udział 4 zespoły. Puchar zdobyła drużyna Renaissance Settat.

## Półfinały
Renaissance Settat 2 - 1  Club Africain Tunis

 USM Alger 2 - 1  EH Benghazi

## Mecz o 3. miejsce
Club Africain Tunis 1 - 1  EH Benghazi

## Finał
Renaissance Settat 1 - 0  USM Alger